# Хиљаду и три мученика у Никомедији
Хиљаду и три мученика у Никомедији су светитељи пострадали у време цара Диоклецијана.
Српска православна црква слави их 7. фебруара по црквеном, а 20. фебруара по грегоријанском календару.